# 鐵保
铁保（穆麟德轉寫：tiyeboo，1752年2月28日未時—1824年），字冶亭，号梅庵，栋鄂氏，满洲正黄旗人，乾隆三十七年（1772）进士，清朝政治人物。

## 生平
铁保先世为觉罗氏，后移居栋鄂之地，便以地为氏。据其本人考证，为北宋越王赵偲之裔。家族中世代多出武将，父亲诚泰官至泰宁镇总兵，唯独铁保喜文，乾隆三十七年（1772年），鐵保考中进士，授吏部主事。由于性格耿直，得到管理吏部的武英殿大学士阿桂的欣赏和举荐，铁保升为郎中、户部及吏部员外郎、翰林院侍讲学士、侍读学士、内阁学士。乾隆五十三年（1788年）乾隆帝召见，次年升礼部侍郎，主持京师会试、山东、顺天乡试。从礼部侍郎调任正黄旗满洲第五参领第十一佐领（据《钦定八旗通志》）。
嘉庆四年（1799年），铁保先因弹劾官员过当被贬到盛京（沈阳）；不久以吏部侍郎出任漕运总督。他在漕运总督任上制定改革漕运章程十一款。嘉庆七年（1802年）底调补广东巡抚时，又将历年行政经验22条，刻在堂壁，告之后任。嘉庆八年（1803年）初转任山东巡抚。这一年，黄河在河南封丘县衡家楼决口，淹及下游山东章丘一带十九州县，嘉庆命铁保赴河南指挥救灾，合拢决口。
嘉庆十年（1805年），铁保升任两江总督，赏头品顶戴，成为管辖江苏、安徽和江西三省的最高军政长官。嘉庆十四年（1809年），发生山阳知县王伸汉冒赈，酖杀查帳委员李毓昌事件，铁保也被免职，流放新疆。回京后升为礼部、吏部尚书。林清事变时由于极力追查通匪太监，又被革职，流放吉林。嘉慶二十三年（1818年）回京。道光初年，铁保告病退休，道光四年（1824年）去世。
在两江总督任上，嘉庆十年（1805年）创办苏州正谊书院（原位于可园内），并书写《正谊书院记》。

## 著作
铁保以文章和书法驰名朝野。他是《八旗通志》总裁，并将旗人诗文编为《欽定熙朝雅頌集》134卷、《白山诗介》十卷，自己的作品则编为《惟清斋全集》（乾隆五十四年榜眼汪廷珍、探花刘凤诰、进士阮元、内务府正白旗满洲进士英和序）。铁保是满人中最著名的书法家，时人评论他堪与刘墉、翁方纲鼎足而三。他谪居吉林时仍勤于临摹古法帖，引起眼病。刻有《惟清斋帖》、《重訂梅菴詩鈔》（进士吴锡麒序）。

## 家族
- 始祖卓托。“卓托，正黄旗人，和和理同族，世居董鄂地方，國初來歸。其元孫費赫齊由佐領從征雲南、貴州等處，屢立戰功，……陣亡，優贈騎都尉兼一雲騎尉；其子賽柱，孫色克圖相繼承襲，色克圖卒，其親弟富起臣現承襲”（载《八旗滿洲氏族通譜》卷八）。又“和和理，正紅旗人，世居董鄂地方，原係董鄂部長，國初率部下來歸，尚長公主，為頭等大臣，編佐領使統之，後征札庫塔，取烏喇，授為三等子”（载《八旗滿洲氏族通譜》卷八）。
- 世祖。
- 太高祖。
- 高祖費黑齊（費赫齊），於秦州阵亡，授世袭騎都尉。妻瓜爾佳氏。
- 曾祖賽柱，袭騎都尉。妻馬佳氏。
- 祖父富起臣，世襲騎都尉。妻劉氏。胞兄色克圖，袭騎都尉。
- 父誠泰，直隸泰寧鎮總兵。母輝赫氏（父朝哈泰，祖父吳理，曾祖鼐山）。
- 胞弟玉保（字閬峰），乾隆辛丑进士、兵部侍郎，[3]著《蘿月軒存稿》（翁方纲、福保 (乾隆进士)序），《清史稿》卷353有传。子瑞林，陝西興安府知府；瑞英。
- 胞妹栋鄂氏，稼瓜尔佳氏。其子玉山；妻齐布楚特氏。
- 妻寧古塔氏瑩川（父满洲正黄旗、内阁侍读学土兼佐领巴克唐阿）。
- 子瑞元，道光辛巳恩科舉人。妻覺羅氏，其父正藍旗满洲、乾隆四十年進士文敏公覺羅長麟，胞姊覺羅氏嫁镶黄旗满洲、乾隆丙午举人、四川按察使戴佳氏嵩齡（其孙道光三十年庚戌（1850）科二甲进士晋康）。
- 女儿董鄂氏，分别嫁：
  - 嘉庆己未进士、漕运总督覺羅桂芳之弟覺羅桂葰。
  - 不入八分镇国公宗室祥林（父奉恩輔國公晉昌）。
  - 荆州将军、湖北提督、奉国将军宗室綿洵。
  - 员外郎宗室善循。
  - 正蓝旗满洲、道光壬午进士、直隶热河道博尔济吉特氏成山。
  - 镶黄旗满洲、乾隆丙午举人、四川按察使戴佳氏嵩齡。其子道光丙申年进士、闽浙总督慧成（生母何氏），孙儿道光三十年庚戌（1850）科二甲进士晉康。
- 孙女董鄂氏，嫁正黃旗滿洲、道光丁未科進士伊爾根覺羅氏彥昌，其胞兄道光辛丑科進士廉昌，堂兄同治甲戌科進士寶昌（字興谷），胞叔道光十五年科举人英桂（妻郭佳氏，其父镶蓝旗满洲、嘉慶乙丑科進士穆彰阿，胞兄光緒庚辰科進士薩廉）。
- 外孙宗室麟書（嫡母董鄂氏、宗室善循所生），咸丰癸丑年进士，后来官拜武英殿大学士，谥文慎，入祀贤良祠。
- 外孙博尔济吉特氏葆謙（道光三年（1823年）癸未科进士成山与董鄂氏之子），咸丰壬子年进士。

## 引证
1. ↑  《啸亭杂录·卷十》：两汉以下惟宋室最为悠久。虽屡遭变迁，其业犹存，即亡国后，其后裔亦未有遭酷毒者。按野史谓元顺帝为天水苗裔，事虽暗昧未必无因也。近日董鄂冶亭制府考其宗谱，乃知其先为宋英宗越王之裔，后为金人所迁处居董鄂，以地为氏。数百年之后尚有巍然兴者，何盛德之至也。
2. ↑  《清史稿·列传一百四十》
3. ↑  《满族姓氏寻根大全·满族八大姓》

## 延伸阅读
[在维基数据编辑]
 《清史稿·卷353》，出自趙爾巽《清史稿》
 在维基共享资源阅览影像